# Slag bij Lomnice
De slag bij Lomnice vond plaats op 9 november 1618 en was de allereerste veldslag van de Dertigjarige Oorlog. De slag werd uitgevochten tussen het Boheemse leger van Heinrich Matthias von Thurn en het Keizerlijke leger onder leiding van Karel Bonaventura van Longueval, graaf van Bucquoy.

## Slag
Bij het begin van de Boheemse Opstand in mei 1618 hadden de Boheemse, protestantse edelen bijna heel Bohemen in handen genomen. In de eerste helft van 1618 was de graaf van Bucquoy gelegerd in de Spaanse Nederlanden, maar in de zomer van 1618 vertrok hij naar Wenen om het commando over het keizerlijke leger op zich te nemen. Dit leger verkeerde niet in al te beste staat door het gebrek aan soldaten, proviand en geld. Desondanks gaf hij het bevel tot de opmars richting Praag. Hierop ging het Boheemse leger van Thurn in de tegenaanval. Bucquoy liet hierop zijn leger terugtrekken, maar Thurn bleef hem achtervolgen. Op 9 november 1618 viel Thurn het keizerlijke leger aan. Meer dan duizend keizerlijke soldaten verloren het leven tijdens de slag. Na de slag trok de graaf van Bocquoy zich terug om te wachten op versterkingen. Ditmaal kwam Thurn hem niet achterna.